# Valente (quadrinhos)
Valente é uma tira cômica do quadrinista Vitor Cafaggi. Ambientada em um mundo com animais antropomorfizados, Valente conta a história do jovem cão que dá nome à tira. Começou a ser publicada no site do autor em 2010 e, depois, no jornal O Globo. Em 2011, Vitor lançou de forma independente uma coletânea das primeiras tiras em ordem cronológica chamada Valente para sempre. No ano seguinte, lançou o segundo volume (Valente para todas). Em 2013, a Panini Comics republicou as duas primeiras coletâneas e passou a lançar as novas edições. O segundo e o terceiro volumes ganharam o Troféu HQ Mix, respectivamente em 2013 e 2014, na categoria "melhor publicação de tiras".
Em 2018, Cafaggi lançou um projeto de financiamento coletivo de um jogo de cartas de Valente, chamado "Valente - O Amor em Jogo" pela editora Geeks 'n Orcs.

## Personagens
Valente - um jovem e tímido cãozinho sonhador que procura o amor de sua vida.

Dama e Princesa - duas primeiras meninas por quem Valente se apaixona.

Bu - melhor amiga de Valente.

## Livros
1. Valente para sempre (independente, 2011; Panini, 2013)[2]
2. Valente para todas (independente, 2012; Panini, 2013)
3. Valente por opção (Panini, 2013)[13]
4. Valente para o que der e vier (Panini, 2014)
5. Valente, para onde você foi? (Panini, 2017)
6. Valente por você (Panini, 2020)[14]

## Jogo
Em 10 de agosto de 2018, o criador de Valente, Vitor Cafaggi, anunciou um novo projeto envolvendo Valente. Através de uma campanha de financiamento coletivo no site Catarse, Valente receberá um jogo de cartas desenvolvido em parceria pelo próprio Vitor Cafaggi e por Renato Simões, game designer e editor de jogos de tabuleiro modernos. O jogo, intitulado "Valente - O amor em jogo" será lançado na CCXP 2018.